# Plectris maculifera
Plectris maculifera är en skalbaggsart som beskrevs av Frey 1976. Plectris maculifera ingår i släktet Plectris och familjen Melolonthidae. Inga underarter finns listade i Catalogue of Life.